# Tapeinochilos spectabilis
Tapeinochilos spectabilis är en enhjärtbladig växtart som beskrevs av Karl Moritz Schumann. Tapeinochilos spectabilis ingår i släktet Tapeinochilos och familjen Costaceae. Inga underarter finns listade.